# Comitè d'Alliberament Nacional

Bandera del Comitè d'Alliberament Nacional (1943-1945)

El Comitè d'Alliberament Nacional (en italià: Comitato di Liberazione Nazionale, CLN) va ser una associació de partits i moviments opositors al règim feixista de Benito Mussolini i a l'ocupació alemanya d'Itàlia. El comitè es va crear a Roma el 9 de setembre de 1943 i agrupava moviments de molt distinta extracció cultural i ideològica: Hi havia representants del Partit Comunista Italià (PCI), de la Democràcia Cristiana (DC), del Partit d'Acció (PdA), del Partit Liberal Italià (PLI), del Partit Socialista Italià d'Unitat Proletària (PSIUP) i del Partit Democràtic del Treball (PDL). En la sessió de fundació van participar en representació dels diferents moviments polítics Ivanoe Bonomi (PDL, president), Mauro Scoccimarro i Giorgio Amendola (PCI), Alcide De Gasperi (DC), Ugo La Malfa i Sergio Fenoaltea (PdA), Pietro Nenni i Giuseppe Romita (PSI), Meuccio Ruini (DL) i Alessandro Casati (PLI). AL mes següent s'havien constituït els comitès regionals i després ho van anar fent els comitès provincials.

## Moviments que es van excloure del CLN
El Partit Republicà Italià va romandre fora del CLN, però va participar en la Resistència. Altres grups d'esquerra no van acceptar el compromís d'unitat nacional sobre el qual es basava el CLN, que donava «prioritat a la lluita contra l'enemic extern, deixant per a després de la victòria el problema de la configuració institucional de l'Estat». El primer president del CLN va ser Ivanoe Bonomi i el van succeir Ferruccio Parri (21 de juny de 1945) i Alcide De Gasperi (10 de desembre de 1945). El CLN va coordinar i va dirigir la Resistència. Es va dividir en el CLNAI (Comitè d'Alliberament Nacional de l'Alta Itàlia, presidit entre 1943 i 1945 per Alfredo Pizzoni) amb seu en el Milà ocupat; i el CLNC (Comitè d'Alliberament Nacional Central). El CLN va actuar com a organisme clandestí durant la Resistència i va tenir per delegació poders de govern els dies d'insurrecció nacional.
Tots els partits representats en el CLN van tenir formacions militars partisanes, que en general van ser coordinades pel respectiu representant en el CLN. Els comitès regionals i provincials van tenir una tasca prevalentment política i de coordinació, amb influència però no comandament directe sobre les formacions armades partisanes, que responien en general directament al seu propi partit. Es van donar casos en els quals els escamots van desobeir els acords i les ordres del CLN. Abans de les eleccions legislatives italianes de 1946 els comitès van ser despullats de tota funció i finalment van ser dissolts en 1947.